# Émissaire (égouttage)
Pour les articles homonymes, voir Émissaire.
Un émissaire est tout type de voie amenant un flux d'eau usée au sein d'une masse d'eau, sans servir de moyen de collecte sur son parcours.

## Généralités

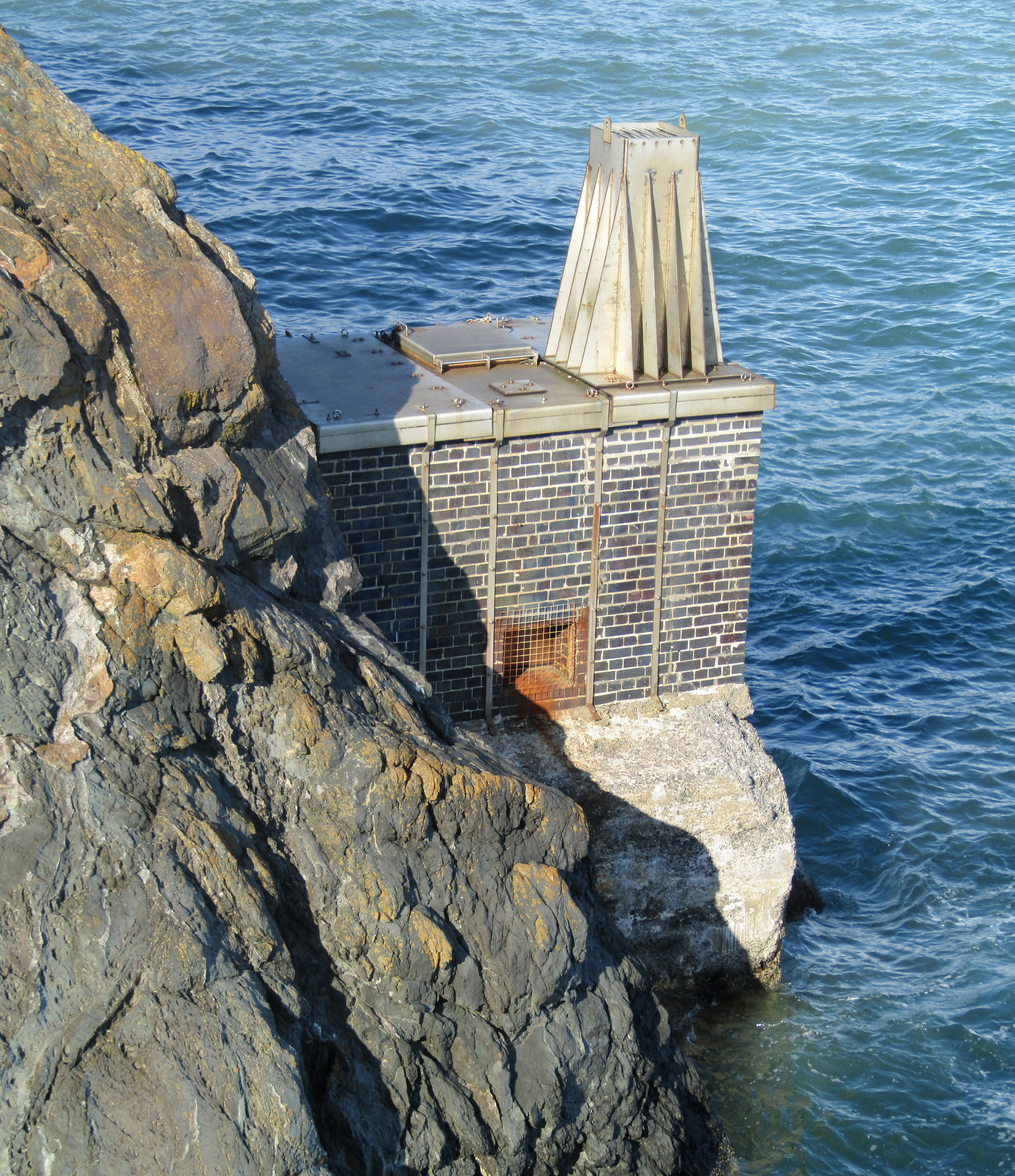
Émissaire des eaux pluviales de, Brixham. L'émissaire est situé au pied des falaises à l'extrémité sud-est du promontoire.

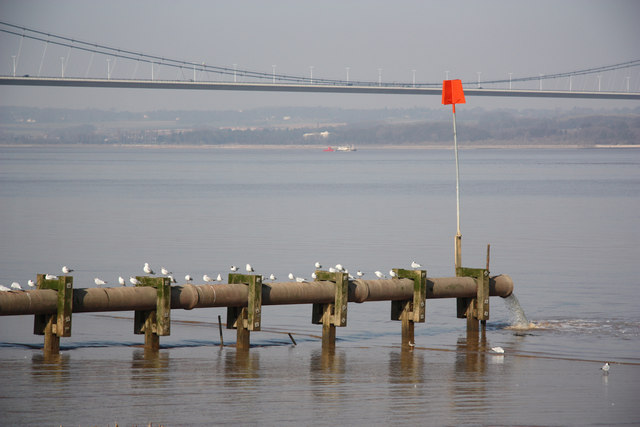
Émissaire sur l'Humber à Barton-upon-Humber.

C'est un  « Ouvrage d'évacuation des eaux usées, ne faisant pas de collecte en route et reliant l'agglomération à la station de traitement ou au point de rejet dans le milieu naturel. » alternativement, il peut s'agir de l'issue d'un drain ou d'un égout là où il se déverse dans la mer, un lac ou un océan.
Un émissaire peut être aussi un cours d'eau par lequel une étendue d'eau s'épanche.
Les émissaires des stations d'épuration peuvent atteindre jusqu'à 20 pieds de diamètre et libérer 4000 gallons de déchets humains traités chaque seconde, à seulement des kilomètres du rivage.
Un système de traitement des eaux usées rejette l'effluent traité dans un plan d'eau à partir d'un émissaire. Un émissaire marin  peut être transporté à plusieurs kilomètres au large, pour se décharger par des buses à l'extrémité d'un épandeur ou d'une structure en forme de T. Les exutoires peuvent également être construits comme un tunnel d'exutoire ou un tunnel sous-marin et rejeter les effluents dans l'océan via une ou plusieurs colonnes montantes marines avec buses.